# Provincia de Dávao
La Provincia de Dávao fue creada en la parte suroriental de la isla de Mindanao durante la ocupación estadounidense de Filipinas y, según el censo de 1918,  contaba con una extensión superficial de 18.389 km² que albergaban una población de 119.304 habitantes agrupados en  15 municipios y distritos municipales. Su capital fue la ciudad de Dávao.

## Geografía

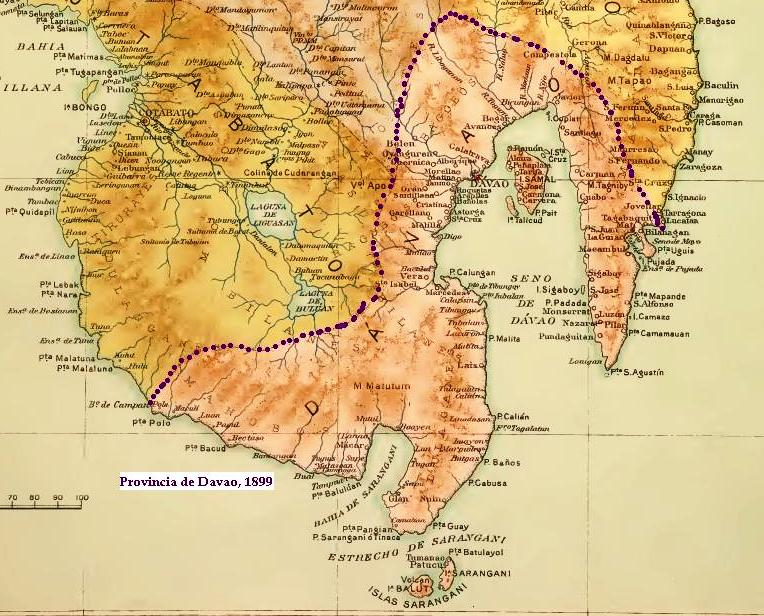
La provincia en 1899.

Comprendía los siguientes 15 municipios y distritos municipales:
- En la provincia de Valle de Compostela: Moncayo, Pantukan.
- En la provincia de Dávao del Norte: Saug, Taúm y Samal.
- En la provincia de Dávao Oriental: Cateel, Baganga, Caraga de Mati, Manay, Mati y Sigaboy.
- En la provincia de Dávao del Sur: Dávao, Guianga, Santa Cruz y Malita.

## Historia

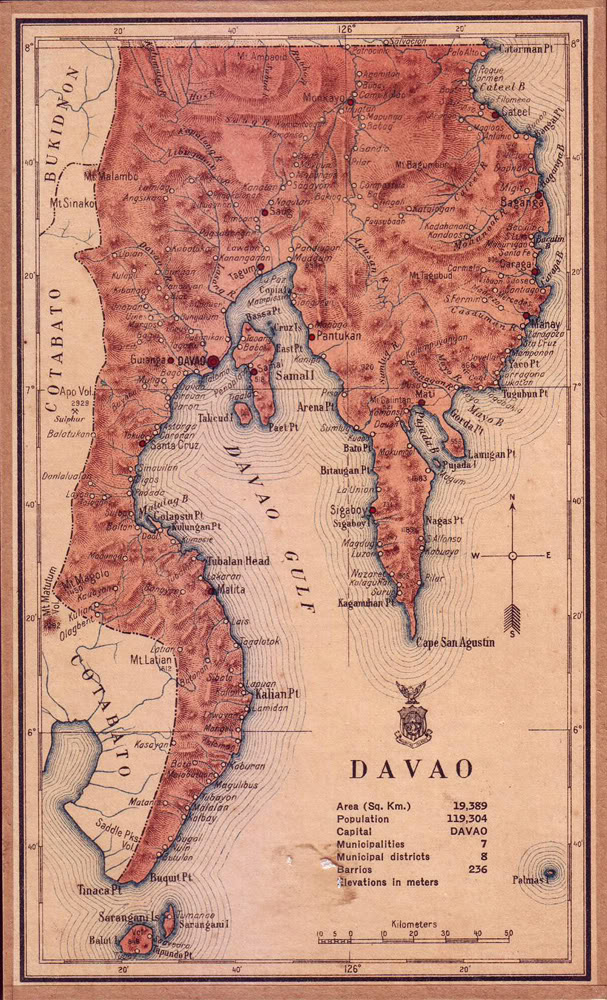
La provincia en 1918.

Este territorio fue parte de la Capitanía General de Filipinas (1520-1898).
A principios del siglo XX la isla de Mindanao se hallaba dividida en siete distritos militares. La actual ciudad de Dávao tiene su origen en 1848 cuando fue fundada en su lugar la ciudad de Nueva Vergara.
El Distrito 4º de Dávao, llamado hasta 1858 provincia de Nueva Guipúzcoa, tenía por capital el pueblo de Dávao e incluía la  Comandancia de Mati.
Entre los años  1903 y 1914, formó parte de la antigua provincia del Moro (Moro Province). Después de 1914, y hasta 1920, la provincia fue reemplazada por un organismo colonial estadounidense llamado Departamento de Mindanao y Joló (Department of Mindanao and Sulu), que abarcó toda la isla Mindanao, excepto Lanao.
El 16 de octubre de 1936 fue creada la ciudad de Dávao integrado los territorios del actual municipio de Dávao y el distrito municipal de Guianga.
Antes de la independencia de Filipinas en 1946, resurgió nuevamente la provincia de Dávao, siendo su capital la ciudad homónima.

### División en tres provincias
En 1967, la provincia de Dávao se dividió en tres provincias: Dávao del Norte, Dávao del Sur y Dávao Oriental. La ciudad de Dávao forma parte de la provincia de Dávao del Sur.
Dávao del Norte comprendía los municipios de Babak, Samal, Tagum, Santo Tomas, Asunción, Kapalong, Panabo, Nabunturan, Moncayo, Maguab, Mabini, Compostela, y Pantukan; Dávao del Sur comprende los municipios de Santa Cruz, Digos, Matanao, Bansalán, Hangoy, Padada, Sulop, Malalag, Malita, y José Abad Santos; Dávao Oriental comprendía los municipios de Lupon, Governador Generoso, Mati, Manay, Caraga, Banganga y Cateel.
La capital de Dávao del Norte es Tagum, la de Dávao del Sur Digos, mientras que la de Dávao Oriental es Mati.